# 36P/Whipple
La comète Whipple, officiellement 36P/Whipple, est une comète périodique du système solaire, découverte le 15 octobre 1933 par l'astronome américain Fred Lawrence Whipple à l'Observatoire Oak Ridge.